# Svatyně ledu
Svatyně ledu (francouzsky Le Sanctuaire des Glaces) je druhý příběh francouzského spisovatele Georgese-Jeana Arnauda ze světa Ledové společnosti vydaný v roce 1981.
Jde o postapokalyptický sci-fi román o 17 kapitolách zasazený do prostředí Nové doby ledové a protkaný četnými erotickými scénkami.
Česky vydalo knihu nakladatelství Najáda Praha v roce 1992.

## Postavy
- Floa Sadon – dcera guvernéra 17. provincie.
- Harl Mern – etnolog a současný ředitel ZOO. Zabýval se výzkumem Zrzavých lidí.
- Kurts – železniční pirát, přepadne vlak Stříbrný šíp vezoucí drobné akcionáře.
- Lien Rag - hlavní postava, bývalý glaciolog Společnosti, v utajení pátrá po původu Zrzavých lidí.
- Lucas Beryl – učitel a drobný akcionář.
- May Claty – kolegyně Lucase Beryla.
- Otec Floy Sadon – guvernér 17. provincie Transevropské společnosti.
- Petr – bratr z církve Neokatolíků.
- Skoll – bývalý poručík Bezpečnosti, jeho otec byl Zrzavý muž.
- Sorgi – řidič lokocaru vyslaného guvernérem.
- Vikő – obyvatel komunity v Dog Station.
- Yeuze Semper – kabaretní zpěvačka, pomáhá Lienu Ragovi.

## Námět
Lien Rag poté, co se v minulém díle stal nežádoucí osobou pro Společnost nadále podrývá její pozice. Pokračuje v pátrání po původu Zrzavých lidí. Pomáhá mu v tom Yeuze, do níž se zamiloval. Do hry vstupuje železniční pirát Kurts, který se svojí výkonnou lokomotivou přepadává vlaky Společnosti a oslabuje ji.

## Děj
Společnost pozve drobné akcionáře na mimořádné shromáždění, které se koná ve vlaku Stříbrný šíp. Účastní se jej Lucas Beryl, učitel ze Soap Station a držitel několika desítek akcií, jeho kolegyně May Claty a také Floa Sadon, dcera guvernéra 17. provincie. Ve vlaku jsou servírovány samé lahůdky a o pasažéry je postaráno s až podezřelou péčí.

Lucas se baví s May Claty o knize Šikmá trať, která už byla široce distribuována a dostala se do povědomí lidí. Lucase fakta v knize příliš nepřesvědčily.

Vedle Stříbrného šípu se objeví obrovská parní lokomotiva piráta Kurtse. Tvrdí se o něm, že pochází z daleké Sibiře. Kurtsovi muži přepadnou vlak a odvlečou část cestujících, mezi jinými i Lucase Beryla a Flou Sadon. Kurts studuje harmonogram trasy Stříbrného šípu, něco mu na něm nesedí.
Lian Rag a Skoll mezitím pracují v ZOO u Harla Merna skryti před Bezpečností. Zde v ústraní tisknou knihu Šikmá trať o Zrzavých lidech. Dozvídají se o únosu vlaku.

Guvernér Sadon se setká s Harlem, domnívá se, že Harl Mern ví, kde by mohl být Lien Rag. Chce s ním hovořit kvůli své dceři Floe, která byla také unesena.
Kurts se odváží přepadnout vojenský vlak, což se Bezpečnosti nepodaří ututlat a informace proniknou na veřejnost. Lien Rag jede do Cross Station, aby se zde setkal s guvernérem Sadonem. Ten mu sdělí, že Stříbrný šíp měl být naveden na frontu a následně zničen raketou nebýt Kurtsového přepadení. Po Lienovi chce, aby sledoval Beryla (který byl propuštěn jako zprostředkovatel výkupného) a našel jeho dceru. Na oplátku mu nabízí imunitu v celé 17. provincii. Lien žádá něco jiného – dodatky k dílu Vilyho Fuka, genetika, jenž stál za zrodem Zrzavých lidí. Sadon mu slíbí souřadnice Fukovy laboratoře.
Lien Rag se vrací do River Station, kde jej vyhledá Yeuze a oba si užijí vzácných společných chvilek. Vystopuje jej i nečekaná návštěva – bratr Petr z církve Neokatolíků.

Bývalý glaciolog Lien odjíždí do Soap Station, kde se setkává s Lucasem. Nezastírá mu účel své cesty. Pozná na Berylovi, že je do Floy zamilovaný. V místním hotelu se večer koná slavnost na počest válečných veteránů. Těmi „veterány“ jsou zmrzačení mladí muži. V hotelu jej kontaktuje Yeuze a sdělí mu, že Skoll byl zatčen. Během oslavy se Lien dostane do slovního konfliktu s přednostou stanice, jenž je zároveň důstojníkem Bezpečnosti. Spolu s Yeuze se musí schovat u Beryla a informovat guvernéra.

Ráno přijede konvoj Bezpečnosti a obklíčí školu. Kapitán Suno vyžaduje vydání Liena. U vlaku se shromáždí místní občané a člen poradní rady stanice Brian docílí vyjednáváním odjezdu konvoje. Krátce poté zastaví u školy guvernérův lokocar s Harlem Mernem na palubě, který přiváží zlato pro únosce. Lien a Lucas nastupují dovnitř, Yeuze se loučí a odjíždí do GS Station.
Řidič lokocaru Sorgi má instrukce od pirátů, kam se vydat. Přijíždí do opuštěné pevnosti, kde čeká klan Zrzavých lidí, kteří mají dopravit zlato pirátům na saních. Harl Mern spolu s Lienem nadšeně pozorují aktivity Zrzavých, zatímco se Lucas a Sorgi zamknou v lokocaru a odmítnou zlato vydat. Beryl po naléhání zlato vydá.

Výměna rukojmích se uskuteční na odlehlé trati před Iron Station. Sorgi nyní předává obálku se slíbenými souřadnicemi Lienovi. Lucas Beryl zažívá kruté zklamání, neboť Floa neopětuje jeho city, zamilovala se do Kurtse.

Lien Rag se vydává pátrat po Fukově laboratoři.
V Dog Station žije komunita lidí, téměř nezávislá na Společnosti. Vikő, potomek Laponců či Jakutů, zajistí Lienovi psí spřežení, saně a zásoby výměnou za zprostředkování vagonu masa – potravy pro psy.

Sestaví mu i mapu Země vlkodlaků, jak se toto pusté území nazývá. V oblasti se nachází i klášter Neokatolíků, údajně postavený na pevné zemi. Lien Rag to pokládá za přehnanou legendu, Společnost netoleruje nic, co se nemůže přesunovat po kolejích.

Po několika dnech postupu, během nichž nalézá stopy podivných velkých masožravců se dostane ke klášteru. Je zbudován z horních pater bývalého mrakodrapu, takže legenda nelhala. Zde se opět setkává s bratrem Petrem, ten s ním otevřeně hovoří o Zrzavých lidech a nabízí mu svůj doprovod při akci. Lien ho odmítne.
Ráno se vydává na cestu, během níž zažije velké strádání, musí utratit několik psů. Nemocný dorazí k laboratoři, už zdálky zpozoruje černý dým. Předstihl jej bratr Petr s několika mnichy z kláštera, v noci mu zkopírovali mapu a na saních poháněných reaktorem stihli laboratoř podpálit.

Lien je polomrtvý dopraven zpět do kláštera, kde se pomalu zotavuje. Bratr Petr mu v dopise děkuje za pomoc při pátrání po laboratoři – ďábelském místě – a zaručuje mu očištění jména u společnosti.

Neokatolíci jednali jen ve svém zájmu, který se často shoduje se zájmy Společnosti. Lien Rag je zdrcen.